# بوم‌شناسی اجتماعی

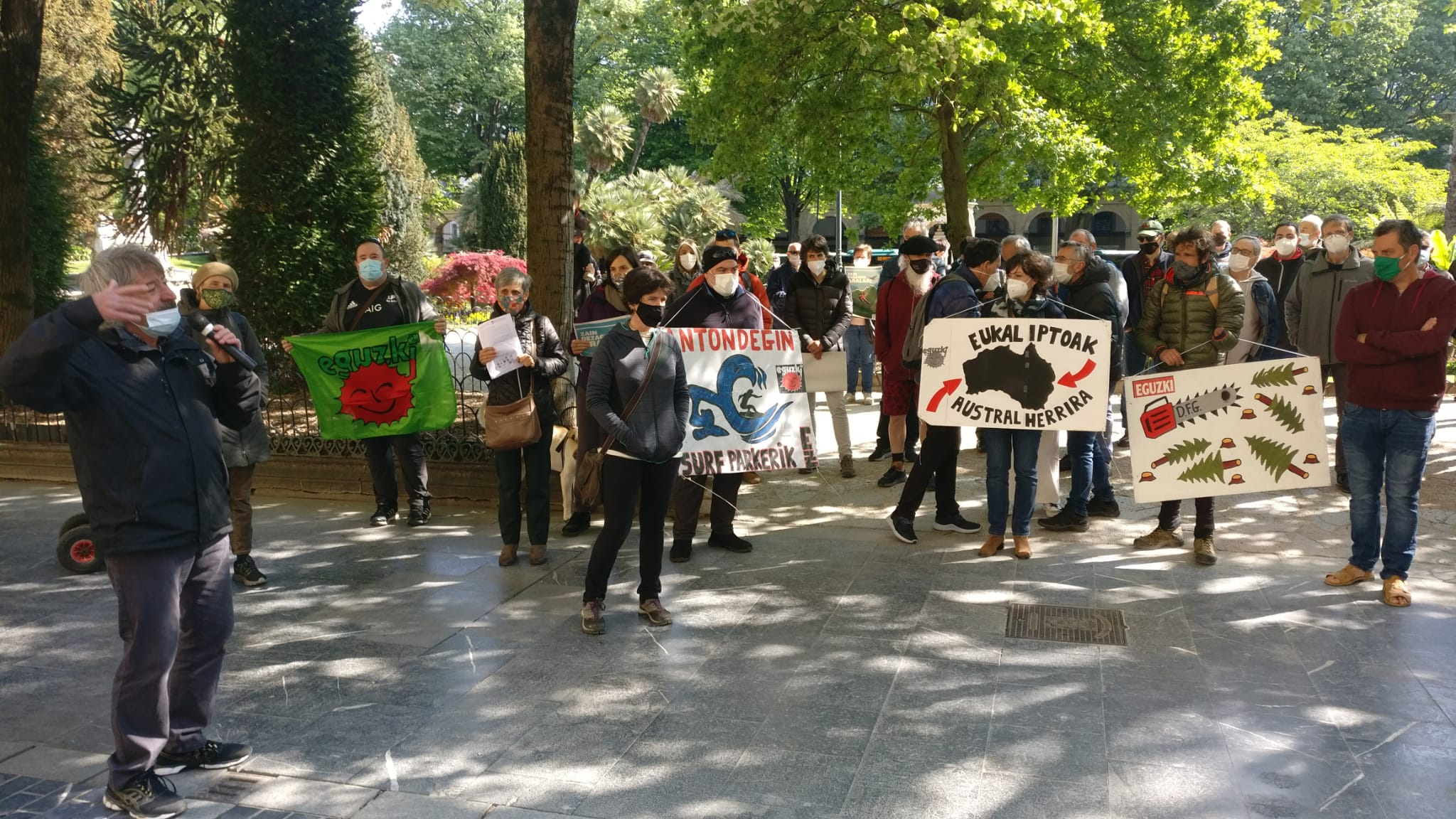

بوم‌شناسی اجتماعی، اکولوژی اجتماعی یا سوسیال اکولوژی (به انگلیسی: Social ecology) دیدگاهی که بر طبق آن مشکلات زیست‌محیطی ناشی از مسائل اساسی اجتماعی است و باید آنها را در متن جامعه درک و رفع کرد.
بوم‌شناسی اجتماعی نامِ یک نظریهٔ انتقادی است که توسطِ ماری بوکچین (Murray Bookchin) نویسنده و کنشگر زیست‌محیطی آمریکایی بنیاد گذاشته شده است. فرضِ اصلی بوم‌شناسی اجتماعی این است که تقریباً همهٔ مشکلاتِ بوم‌شناختی جهان ریشه در مشکلاتِ اجتماعی دارند و مشکلاتِ اجتماعی به نوبهٔ خود ریشه در ساختارها و روابطِ سلسله‌مراتبی و سلطه‌جو دارند. مطابقِ دیدگاهِ اکولوژیِ اجتماعی، به جز برخی بلاهای طبیعی، علتِ اصلی بروزِ بیشترِ بحران‌های اکولوژیکِ در سده‌های بیستم و بیست‌ویکم را باید در اقتصاد، اخلاق، فرهنگ، تنش‌های بین دو جنس و دیگر پدیده‌های اجتماعی جستجو کرد؛ بنابراین، بدونِ مقابله با مشکلاتِ جامعه، نمی‌توان چالش‌های بوم‌شناختی موجود را درک یا حل کرد.
پویش‌های صنعتی، فناوری و جمعیتی دو سده اخیر زیست‌بوم‌های موجود در کره زمین را به شدت فروساییده‌اند، به گونه‌ای که تداوم و مانایی آنها پایایی حیات و تمدن را با ابهام روبرو ساخته است. این مخاطرات محیطی حساسیت جامعه و کنشگران سیاسی را برانگیخته است. دانش بوم‌شناسی با سرشت دوگانه انسانی- محیطی‌اش در تدوین ادبیات سیاسی و امنیتی بسیار اثرگذار ظاهر شده است.